# 편입학
대학 편입학은 한 대학에서 다른 대학으로 학적을 옮기는 제도나 행태를 지칭한다. 편입학은 1학년이 아닌 3학년부터 학사일정이 시작된다는 점에서 신입학과 차이가 있다. 전형요소에는 영어필기고사, 논술, 전적대 성적, 면접 등이 있지만, 수학시험이나 전공심층필기시험을 보는 대학도 있다. 대한민국에서는 대학 편입학의 유형을 크게 일반편입과 학사편입으로 구분하고 있다. 최근 들어 경쟁률이 살인적인 수준으로 높아진 추세이다.

## 편입학의 유형
대학 편입학의 모집 유형에 따라 크게 일반편입, 학사편입으로 나뉜다. 기타 유형으로는 군위탁편입, 실업계고교 출신자 편입, 특별편입 등이 있다. 일반편입은 4년제 대학교에서 2년 이상을 수료하거나 2,3년제 대학교(소위 전문대)를 졸업한 다음 3학년으로 편입하는 유형이고, 학사편입은 4년제 대학교를 졸업하거나 학점은행제를 통해 학사학위를 얻은 뒤 3학년으로 편입하는 유형이다. 특별편입은 대학이 폐교했을 경우 교육부에서 주변 대학으로 편입시켜 주는 등 특수한 경우에만 1회적으로 행해지는 편입이다. 어떤 대학에서는 단지 2학년 이상 수료를 지원자격으로 하지만, 또 다른 일부 대학에서는 일정 이상의 수료학점(대개 67~70학점)을 요구하고 있다. 외국 대학 출신자에게는 지원자격 요건이 다르게 적용될 수 있다. 2학년 수료 뿐만 아니라 3학년, 4학년 재학 및 수료 또는 대졸인 경우도 일반편입학 지원이 가능하다. 단 편입은 3학년 1학기으로 들어가는 것이기 때문에 이 경우 시간상 손실은 감수해야 한다.
유의해야 할 점은 일반편입은 4년제 2학년 수료가 필수이기 때문에 자신이 취득한 학점이 지원대학의 자격조건을 충족시킨다 해도 전적 대학의 2학년 수료학점을 충족시키지 못하면 안된다는 점이다. 예를 들어 고려대를 지망하는 A가 68학점(고려대 지원자격)을 취득했다고 해도 A가 다니는 '가' 대학교의 2학년 수료학점이 70학점인 경우에는 지원자격에 미달하게 된다. 또한 3년제 전문대의 경우, 3년제라고 해도 전문대이기 때문에 4년제 정규대학의 일반편입학 전형에 지원하기 위해서는 반드시 졸업을 해야 한다. 단, 영국식 3년제 정규대학 편제에 속하는 외국 정규대학에 다니는 경우라면 이에 해당되지 않는다. 다만, 이수 학점이나 학년에 관해서는 지원하는 학교에 문의를 해 볼 필요가 있다.
학사편입은 일단 학사학위(4년제 대학 졸업)를 얻어야 지원자격이 되기 때문에 일반편입에 비해 경쟁률이 낮은 편이다. 학사학위 취득 경로로는 국내 4년제 정규대학교, 외국 대학교, 전문대학 등이 있고 일부 수험생들은 학점은행제로 전환하여 학사편입에 응시하기도 한다.
서울대는 일반편입 전형을 실시하지 않으며, 학사편입도 타 대학 출신 수험생에게 개방된 것도 2001학년도부터이며(그 이전에는 서울대 졸업생들을 위한 일종의 전과(轉科) 또는 복수전공 수단이었다), 동일계열에 대한 제한이 있다.

## 편입학의 전형 방법
편입학을 실시하는 거의 모든 대학들은 영어 필기시험을 기본 전형 방법으로 채택하고 있다. 단, 서울대, 연세대, 고려대, 서울시립대 등의 상위권 대학들의 경우에는 기본 영어성적 외에 자기소개서를 제출하도록 하며, 2차 또는 3차의 전공심층시험과 면접이 당락을 가르는 중요한 변수로 여겨지고 있으며, 일정 기준 이상을 충족하지 못하면 지원자를 과락시키는 제도도 존재한다. 서울 소재 주요 대학의 편입학 영어 필기시험 문제에는 어휘, 문법, 독해, 논리 부문이 있으며 TOEFL, TEPS, TOEIC보다 난이도가 크게 높은 것으로 알려져 있다. 일부 대학에서는 토플이나 토익, 텝스 등 공인 영어시험 성적을 인정하기도 한다. 중앙대, 숭실대 등을 비롯한 여러 대학에서는 영어 이외에 이공계 과/학부에 한해 수학 과목을 치르도록 하고 있다. 한양대, 건국대 등의 상위권 대학에서 인문사회계 수험생을 대상으로 국어 시험을 치른적도 있었다. 경희대, 아주대 건국대 등에서는 계열학력시험을 치르기도 한다. 위와 같은 필기시험 이외에 서강대, 성균관대, 건국대를 비롯한 일부 상위권 대학에서는 면접을 치른다.
많은 대학이 전적대 성적을 전형에 반영하고 있지만 실질반영률이 크지는 않다. 다만, 경쟁자들의 성적이 서로 비슷한 경우 당락을 가르는 변수가 되기도 한다.

## 경쟁률
10여 년 전만 해도 경쟁률이 매우 낮았으나, 최근에는 수십대 일에서 많게는 수백대 일 가까이 경쟁률이 올라갔다. 2009학년도 전형 기준으로, 고려대(안암) 일반편입의 경우, 심리학과는 96:1, 경영학과는 71:1를 기록했다. 주요 대학의 경쟁률도 이와 비슷하거나 더 높은 경우가 많다. 이와 같은 높은 경쟁률 때문에 많은 지원자들이 초시에 합격하지 못하고 편입 재수나 삼수를 하거나 아예 수능(정시 신입학 전형)으로 전향하기도 한다.

## 해외대학 편입
영국, 스위스, 핀란드 등 몇개 국가의 몇개 대학에서 학점은행제 학력이 인정되어 학점은행제 출신 학생도 편입학을 할 수 있다.

### 미국
미국은 편입학 제도가 상당히 활성화되어있는데, 커뮤니티 칼리지에서 4년제 주립대나 중하위권 대학에 편입학하는 것이 한국의 편입학에 비해 비교적 용이하다. 일부 커뮤니티 칼리지들은 특정 4년제 대학과 편입학 제휴를 맺는 경우도 있다.
하지만 이른바 아이비리그급 대학의 편입학은 고등학교 내신성적, SAT 성적(한국의 대학수학능력시험에 해당) 등 지원요건이 까다로운 경우가 많다. 어떤 아이비리그 대학은 아예 편입학 계획이 없는 시기도 있다.